# République bergamasque
La République bergamasque (en italien : Repubblica Bergamasca) est un État pré-unitaire de l'Italie. Son territoire recouvrait l'actuelle province de Bergame. Sa capitale était Bergame.

## Historique
Fondée le 12 mars 1797, la République bergamasque prend fin le 29 juin 1797 pour être intégrée dans la République cisalpine. 